# 폴란드 축구 협회
폴란드 축구 협회(폴란드어: Polski Związek Piłki Nożnej 폴스키 즈비옹제크 피우키 노주네이[*], PZPN)는 폴란드의 축구 행정을 총괄하는 기관이다. 폴란드 축구 리그(폴란드 엑스트라클라사 제외), 국내 컵 대회를 조직하고 남자 및 여자 국가대표팀을 관리한다. 또한 국내 풋살 및 비치사커 대회를 운영한다. 바르샤바에 본부를 두고 있다.

## 역사
완전히 독립된 연맹은 1919년 12월 20일 해체된 오스트리아 축구 연합의 일부였던 자치 폴란드 축구 연합(PFU)을 통합하여 설립되었다. PFU는 1911년 6월 25일 오스트리아-헝가리의 Lwów에 설립되었다.
1939년 9월 독일 국방군이 폴란드를 침공했을 때, 모든 폴란드 기관과 협회는 PZPN을 포함하여 해산되었다. 독일 점령군은 폴란드인들이 축구 경기를 조직하는 것을 금지했다.
2008년 9월, 폴란드 축구 협회 지도부는 폴란드 올림픽 위원회에 의해 "지속적이고 노골적으로 규정을 위반"하여 자격이 정지되었다. 1년 전, 폴란드 스포츠부는 또한 폴란드 축구 협회 내의 부패를 해결하려고 시도했지만, 어떠한 형태의 정부 개입도 금지하는 FIFA로부터 자격 정지 위협을 받았다. 2008년 10월 30일, 그제고시 라토가 폴란드 축구 협회의 회장이 되었다. 2012년 10월 26일, 즈비그니에프 보니에크는 118명의 대의원 중 61표를 얻어 회장으로 선출되었다.
축구 협회는 창립 100주년이 되는 해에 2019년 FIFA U-20 월드컵과 함께 100주년을 맞았다. 2019년, 폴란드 축구 국가대표팀에서 뛰었고 홀로코스트 중 바르샤바 게토에서 사망한 유제프 클로츠는 협회로부터 명예를 얻었다. 2021년 8월 28일, 체자리 쿨레샤가 회장으로 선출되었다.

## 주 협회
PZPN은 폴란드의 16개 주에 해당하는 16개 주 협회로 나뉜다.

## 역대 회장
| N.  | 회장                           | 재임 기간                           | 비고     |
| --- | ------------------------------ | ----------------------------------- | -------- |
| 1.  | 에드바르트 체트나로프스키      | 1919년 12월 20일 – 1928년 1월 15일  |          |
| 2.  | 브와디스와프 본차-우즈도프스키 | 1928년 1월 15일 – 1937년 2월 20일   |          |
| 3.  | 카지미에시 글라비슈            | 1937년 2월 20일 – 1939년 9월 1일    |          |
| 4.  | 타데우시 쿠차르                | 1945년 6월 29일 – 1946년 2월 16일   |          |
| 5.  | 브와디스와프 본차-우즈도프스키 | 1946년 2월 16일 – 1949년            |          |
| 6.  | 안제이 프셰보르스키            | 1949년 – 1951년                     |          |
| 7.  | 예지 보르질로프스키            | 1951년 – 1953년                     |          |
| 8.  | 얀 로트키에비치                | 1953년 – 1954년                     |          |
| 9.  | 로만 가이즐레르                | 1954년 – 1954년                     |          |
| 10. | 브와디스와프 라이코프스키      | 1954년 – 1956년                     |          |
| 11. | 스테판 글린카                  | 1956년 – 1961년                     |          |
| 12. | 비트 한케                      | 1961년 – 1966년                     |          |
| 13. | 비에스와프 오치에프카          | 1966년 – 1972년                     |          |
| 14. | 스타니스와프 노보시엘스키      | 1972년 – 1973년                     |          |
| 15. | 얀 마이                        | 1973년 – 1976년                     |          |
| 16. | 에드바르트 슈나이더            | 1976년 – 1978년                     |          |
| 17. | 마리안 리바                    | 1978년 – 1981년                     |          |
| 18. | 브워지미에시 레체크            | 1981년 – 1985년                     |          |
| 19. | 에드바르트 브조스토프스키      | 1985년 – 1986년                     |          |
| 20. | 즈비그니에프 야블론스키        | 1986년 – 1989년                     |          |
| 21. | 예지 도만스키                  | 1989년 – 1991년 3월 25일            |          |
| 22. | 카지미에시 구르스키            | 1991년 3월 25일 – 1995년 7월 3일    |          |
| 23. | 마리안 지우로비치              | 1995년 7월 3일 – 1999년 6월 28일    |          |
| -   | 비에스와프 파코차              | 1998년 5월 25일 – 1998년 8월 7일    | 큐레이터 |
| 24. | 미하우 리스트키에비치          | 1999년 6월 28일 – 2008년 10월 30일  |          |
| -   | 안제이 루스코                  | 2007년 1월 19일 – 2007년 2월 1일    | 큐레이터 |
| -   | 마르친 보이치에샤크            | 2007년 2월 1일 – 2007년 3월 5일     | 큐레이터 |
| -   | 로베르트 자프워츠키            | 2008년 9월 29일 – 2008년 10월 10일  | 큐레이터 |
| 25. | 그제고시 라토                  | 2008년 10월 30일 – 2012년 10월 26일 |          |
| 26. | 즈비그니에프 보니에크          | 2012년 10월 26일 – 2021년 8월 18일  |          |
| 27. | 체자리 쿨레샤                  | 2021년 8월 18일 – 현재              |          |